# Zbiornik zaporowy Alqueva

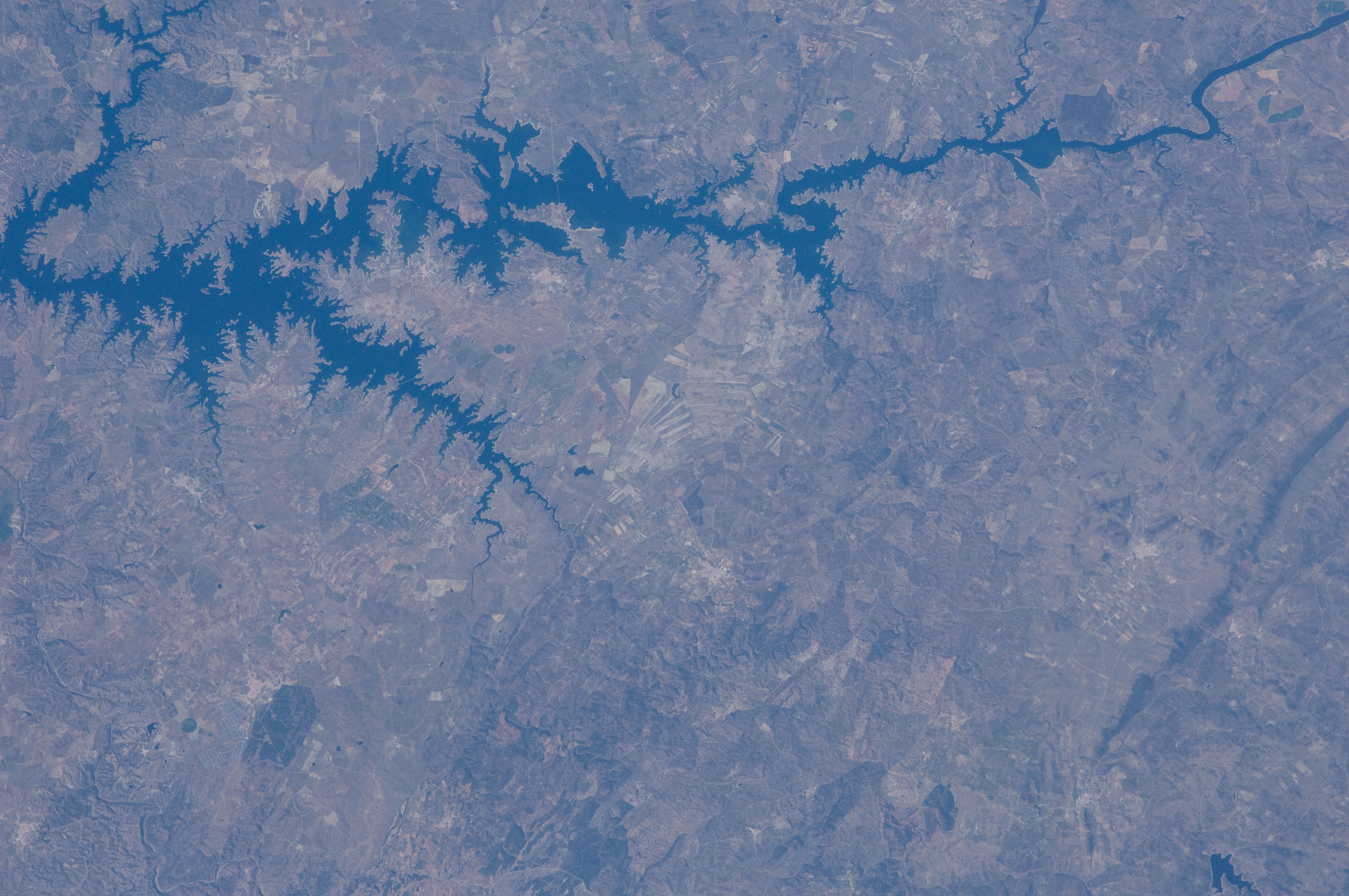
Zbiornik Alqueva widziany z Kosmosu, z wysokości 378 km

Zbiornik zaporowy Alqueva (port. Albufeira de Alqueva) – sztuczny zbiornik wodny w południowej Portugalii, powstały przez przegrodzenie rzeki Gwadiana zaporą Alqueva. Przy powierzchni ok. 250 km² uznawany jest za największy sztuczny zbiornik wodny w Unii Europejskiej zarówno co do powierzchni jak i objętości zgromadzonej w nim wody (według niektórych źródeł w całej Europie).

## Historia
Plany budowy zapory z elektrownią wodną i dużego zbiornika wodnego, stanowiącego rezerwuar wody dla suchego regionu Alentejo powstały już w latach 50. XX w. za rządów António de Oliveiry Salazara, kiedy to opracowano pierwsze studium wykonalności takiego projektu. W 1968 r. podpisana została hiszpańsko-portugalska umowa o wykorzystaniu wspólnych wód. Dopiero jednak po „rewolucji goździków” portugalska rada ministrów zaaprobowała projekt, którego realizacja (stworzenie infrastruktury budowy i przygotowanie terenu) ruszyła w 1976 r. Dwa lata później prace zostały przerwane i zostały wznowione dopiero w 1993 r., za rządów Cavaco Silvy. Wtedy to decyzją rządu portugalskiego powstała specjalna komisja ds. budowy zapory Alqueva (port. Comissão Instaladora da Empresa de Alqueva, CIEA). Prace budowlane wznowiono w 1995 r.
Napełnianie zbiornika rozpoczęto po ukończeniu budowy zapory w 2002 r. W dniu 1 stycznia 2010 r. poziom wody w zbiorniku Alqueva wyniósł 150,17 m n.p.m., co odpowiada 91 procentom jego maksymalnej pojemności. 12 stycznia poziom wody osiągnął 152,0 m n.p.m., tj. jeden metr poniżej maksymalnego poziomu przewidzianego na wypadek powodzi, dla którego zbiornik jest przygotowany. Odpowiada to objętości zmagazynowanej wody wynoszącej 4 150 milionów m³.

## Rekreacja
Na jeziorze dozwolone jest pływanie łodziami motorowymi (prywatnymi; do 7 metrów długości i mocy silnika 150 KM) oraz żaglówkami (prywatnymi; do 7 metrów długości). Dozwolona są także pływanie, windsurfing i wędkarstwo. Jazda na skuterach wodnych i parasailing są zabronione.

## Inne
Aktualnie (2022 r.) na powierzchni zbiornika Alqueva powstaje największa pływająca farma fotowoltaiczna w Europie. Projekt jest częścią strategii dynamicznego odejścia od importowanego gazu i kolejnym krokiem w kierunku neutralności klimatycznej. Pływające panele mają produkować energię ok. 4 MW, wystarczającą do zasilania 1500 okolicznych gospodarstw domowych i być tańszą alternatywą dla urządzeń opartych na paliwach kopalnych. Unosząca się na wodach zbiornika Alqueva instalacja ma składać się z 12 000 paneli fotowoltaicznych, o łącznej powierzchni równej powierzchni czterech boisk piłkarskich, które będą produkować 7,0 - 7,5 GWh energii elektrycznej rocznie. Instalację będą wspierać akumulatory litowo-jonowe o pojemności 2 GWh, magazynujące nadwyżki energii. Największa wyspa fotowoltaiczna zacznie pracować już w lipcu 2022 r.